# 트롬쇠 IL
트롬쇠 IL(노르웨이어: Tromsø Idrettslag)은 노르웨이의 축구 클럽으로 1920년에 트롬쇠를 연고지로 하여 창단 하였다. 트롬쇠 IL은 현재 노르웨이 프리미어리그에서 활동하고 있다. 트롬쇠 IL은 전 세계에서 가장 북쪽에 있는 축구 클럽이다.

## 역사
트롬쇠 IL은 1920년 9월 15일에 Tromsø Turnforenings Fotballag (Tromsø Gymnastics Association's Football Team이라는 이름으로 창단되었다. 정식 창단 이후의 첫 경기는 IF 스카르프와의 경기로 0 대 0으로 비겼다. 1927년에는 지역 리그에서의 첫 번째 우승을 차지하였다.
1930년에 클럽은 현재의 명칭으로 이름을 변경하였다. 다시 1년 후에는 Tor로 변경하였다. 1931년에는 그당시 노르웨이 북부의 클럽들이 거둘 수 있는 가장 큰 우승컵이었던 노던 노르웨이 컵을 처음으로 차지하였다. 1932년에는 다시 트롬쇠 IL로 바꾸었고 현재까지 이어지고 있다. 같은 해에 트롬쇠는 두 번째 지역 리그 우승을 하였다. 30년대에만 네 번의 지역 리그 우승을 차지하며 성공가도를 달렸다. 하지만 1940년에 제2차 세계 대전이 발발하여 1945년까지 축구 경기를 할 수 없었다.
전쟁이 끝나고 난 후 1946년에 여섯 번째 지역 리그 우승을 하였다. 1949년에는 두 번째 노던 노르웨이 컵을 차지하였다. 트롬쇠 IL은 1950년부터 1954년까지 5회 연속 지역 리그 우승을 차지하였다. 1955년에는 노르웨이 축구 리그 시스템이 도입되었다. (그러나 노르웨이 북부 클럽들은 아직 최상위 리그로 승격하지 못하였다.) 트롬쇠의 세 번째이자 마지막 노던 노르웨이 컵 우승은 1956년에 있었다.
1963년부터 노르웨이 북부 클럽들은 노르웨이 컵에 참가하는 것이 허용되었고, 트롬쇠 IL은 1964년에 처음 참가하였다. 1960년대에는 홈구장을 확장하여 현재의 경기장으로 오게 되었다. 노르웨이 북부 클럽들이 노르웨이 컵에 참가하게 됨으로써, 1969년에 노던 노르웨이 컵이 중단되었다.
노르웨이 북부 팀들이 노르웨이의 최상위 리그에 참가하게 된 때는 1972년으로 첫 번째 참가팀은 FK 묄네르 (F.K. Mjølner)였다. 그 당시에 트롬쇠는 노던 노르웨이 2부 리그에서 하위권을 맴돌다 결국 강등되었다. (1979년까지 2부 리그는 남부의 두 그룹과 북부의 한 그룹으로 나뉘어 있었는데, 남부 그룹의 우승 팀이 1부 리그로 승격할 수 있었다. 북부 그룹은 남부 그룹의 아래로 여겨졌다.) 트롬쇠 IL이 2부 리그로 승격한 것은 1975년시즌이었다. 하지만 한 시즌만에 다시 3부 리그로 강등되었다. 다시 승격한 해는 1978년이다. 그 해 북부 그룹에서 우승했으나, 남부 그룹 우승 팀과의 승격플레이오프 경기에서 패하여 승격에는 실패하였다. 다음 해인 1979년에는 노르웨이 전체의 2부 리그에서의 첫 시즌이었다. 하지만 단 한 시즌 만에 또다시 강등당하였다.
1980년에는 무패로 3부 리그를 우승하면서 다시 2부 리그로 승격하였다. 1981년에 다시 강등되었고 1982년에는 다시 승격하면서 그 후 2부리그에서 활동하게 되었다. 1985년에 2부 리그 2위를 기록하면서 승격 플레이오프를 하게 되었다. 플레이오프 결과 승부차기까지 가는 접전 끝에, 트롬쇠 IL은 FK 묄네르와 FK 보되/글림트에 이어 세 번째이자 마지막으로 1부 리그에 승격한 노르웨이 북부팀이 되었다.
1986년에 노르웨이 프리미어리그에 참가한 이래로 2001년에 강등될 때까지 16시즌 동안 프리미어리그에서 활동하였다. 특히 첫 시즌이었던 1986년에는 릴레스트룀 SK를 물리치고 처음으로 노르웨이 컵 우승을 차지하였다.
1987년에는 동점 경기에는 승부차기가 실시되어 승부를 결정하였는데, 승리시에는 승점 3점, 승부차기 승리시에는 2점, 승부차기 패배시에는 1점, 패배에는 0점을 얻는 방식이었다. 트롬쇠는 골키퍼인 플렘의 승부차기 선방으로 아홉 번의 승부차기 중에 일곱 번의 승리를 거두었다. 이 방식은 한 시즌 만에 사라졌고, 승리시 3점, 무승부시 1점을 얻는 현재의 제도로 진행되었다. 1990년에는 리그 준우승을 차지하였다. 그 후 중위권을 계속하다가 1995년에는 프리미어리그 참가팀이 12팀에서 14팀으로 확대되었고, 팀은 6위로 마쳤다.
1996년에는 첫 번째 노르웨이 컵 우승을 한 지 10년 만에 결승에 진출하였다. 결승전에서 전통적인 북부지역의 라이벌이었던 FK 보되/글림트를 2 대 1로 누르고 두 번째 노르웨이 컵 우승을 차지하였다. 1999년에는 컵 대회 4강에 올랐다. 2001년에 리그 최하위를 기록하며 2부리그로 강등되었다.
2002년에 2부 리그에서 리그 우승을 차지하며 다시 승격하였다. 그 후 현재까지 노르웨이 프리미어리그에서 활동하고 있다.

## 역대 우승기록
- 노르웨이 프리미어리그 준우승

우승 (1): 1990
- 노르웨이 컵

우승 (2): 1986, 1996

## 유럽 대회성적
| 시즌    | 대회            | 라운드    |                     | 클럽              | 결과     |
| ------- | --------------- | --------- | ------------------- | ----------------- | -------- |
| 1987-88 | UEFA 컵위너스컵 | 1회전     | 스코틀랜드          | 세인트 미렌       | 0-1, 0-0 |
| 1991-92 | UEFA컵          | 1회전     | 오스트리아          | 슈바로프스키 티롤 | 1-2, 1-1 |
| 1995-96 | UEFA 인터토토컵 | 조별리그  | 스위스              | 아라우            | 2-2      |
|         |                 | 조별리그  | 페로 제도           | HB 토르스하운     | 10-0     |
|         |                 | 조별리그  | 루마니아            | U 클루지          | 1-0      |
|         |                 | 조별리그  | 벨기에              | 헤르미날 에케렌   | 0-2      |
| 1997-98 | UEFA 컵위너스컵 | 1회전     | 크로아티아          | NK 자그레브       | 2-3, 4-2 |
|         |                 | 2회전     | 잉글랜드            | 첼시              | 3-2, 1-7 |
| 2005-06 | UEFA컵          | 예선2회전 | 덴마크              | 에스비에르        | 1-0, 0-1 |
|         |                 | 1회전     | 튀르키예            | 갈라타사라이      | 1-0, 1-1 |
|         |                 | 조별리그  | 이탈리아            | 로마              | 1-2      |
|         |                 | 조별리그  | 프랑스              | 스트라스부르      | 0-2      |
|         |                 | 조별리그  | 세르비아 몬테네그로 | 츠르베나 즈베즈다 | 3-1      |
|         |                 | 조별리그  | 스위스              | 바젤              | 3-4      |
| 2009-10 | UEFA 유로파리그 | 예선2회전 |                     |                   |          |

 주: 굵게 표시된 것이 홈경기 

## 선수 명단

### 현역
- 라세 셀보그 노르도스(2022, 2023 ~ )
- 루벤 이테르가르드 젠센(2006 ~ 2013, 2020 ~ )

## 역대 감독
| 감독        | 임기        |
| ----------- | ----------- |
| 토미 스벤손 | 1988 ~ 1990 |
| 토미 스벤손 | 2001        |